# Conflitto del Darfur

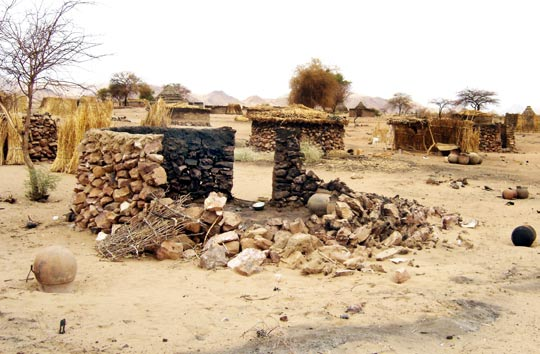
Molti villaggi sono stati bruciati

Il conflitto del Darfur (talvolta chiamato genocidio del Darfur) è un grande conflitto armato nella regione del Darfur, situata nell'ovest del Sudan, cominciato nel febbraio del 2003, quando i gruppi ribelli del Movimento per la Liberazione del Sudan (Sudan Liberation Movement, SLM) e del Movimento Giustizia ed Uguaglianza (Justice and Equality Movement, JEM) iniziarono gli scontri contro il governo del Sudan, accusato di star opprimendo la popolazione non-araba del Darfur. Il governo sudanese rispose agli attacchi avviando una campagna di pulizia etnica contro la popolazione non-araba del Darfur. Questo ebbe l'effetto di provocare la morte di centinaia di migliaia di civili e l'imputazione dell'allora Presidente del Sudan, Omar al-Bashir, per genocidio, crimini di guerra e crimini contro l'umanità da parte della Corte Penale Internazionale (ICC).
Uno dei lati del conflitto era composto principalmente dalle Forze armate del Sudan, forze di polizia e dalle milizie Janjawid (letteralmente "demoni a cavallo"), ovvero un gruppo di miliziani arabi reclutati principalmente fra i membri delle tribù africane locali arabizzate e in minor numero tra i Beduini della tribù Baggara originari del Darfur e del Kordofan. La maggior parte degli altri gruppi etnici arabi nel Darfur non vennero coinvolti dalle vicende. L'altro schieramento del conflitto è composto dai gruppi ribelli, tra cui spiccano il SLM e il JEM, i cui membri vennero reclutati principalmente dai gruppi etnici mussulmani non-arabi dei Fur, Zaghawa e Masalit. Anche l'Unione Africana (UA) e le Nazioni Unite (ONU) disposero la creazione di una missione congiunta di peacekeeping nella regione, denominata United Nations–African Union Mission in Darfur (o UNAMID). Sebbene il governo sudanese ufficialmente abbia sempre negato di aver sostenuto le milizie Janjawid, l'evidenza sembra supportare le tesi secondo cui il governo sudanese abbia fornito loro assistenza economica e armi, e che le stesse forze governative abbiano guidati degli attacchi congiunti assieme a tali milizie, molti dei quali contro civili. Le stime del numero di vittime umane del conflitto variano e arrivano fino a diverse centinaia di migliaia di morti, sia dai combattimenti che dalla fame e dalle malattie.
Lo sfollamento di massa e le migrazioni forzate hanno costretto milioni di civili a recarsi presso campi per rifugiati o a lasciare il paese, creando una vera e propria crisi umanitaria. L'ex-Segretario di stato degli Stati Uniti, Colin Powell definì la situazione come un genocidio o atti di genocidio.
A seguito della recrudescenza degli scontri durante i mesi di luglio e agosto del 2006, il 31 agosto il Consiglio di Sicurezza delle Nazioni Unite approvò la Risoluzione 1706, che istituì la missione UNAMID: una nuova forza di pace, composta da 20000 caschi blu dell'ONU che sostituisca o affianchi i 7000 uomini dell'Unione Africana al momento presenti sul campo. Il Sudan avanzò forti obiezioni nei confronti della risoluzione e dichiarò che le forze ONU che dovessero entrare in Darfur sarebbero state considerate alla stregua di invasori stranieri. Il giorno seguente i militari sudanesi hanno dato il via ad un'imponente offensiva nella regione. Diversamente da quanto accadde per la seconda guerra civile sudanese, che vide contrapposti il nord, prevalentemente musulmano, ed il sud, cristiano ed animista, nel Darfur la maggior parte della popolazione è musulmana, come gli stessi Janjawid. Sono state finora approvate diverse risoluzioni dal Consiglio di Sicurezza, inviata sul posto una missione dell'Unione Africana (AMIS) e discusso il caso presso la Corte penale internazionale de L'Aia. Le aree più critiche sono i territori del Darfur occidentale, lungo il confine con il Ciad e oltre, dove l'assenza di condizioni di sicurezza hanno ostacolato anche l'accesso degli aiuti umanitari.
Nel 2009 il Generale Martin Agwai, a capo della missione di pace UNAMID, ha detto che nella regione la guerra vera e propria era da considerarsi terminata, che si doveva parlare più di banditismo e problemi di sicurezza che del conflitto in piena regola. Nonostante tali affermazioni, le violenze ripartirono, fino alla tregua del febbraio 2010 firmata in Qatar a Doha tra il presidente sudanese Omar al-Bashir e il JEM. Tuttavia i colloqui di pace sono resi difficili dalla violazione della tregua da parte dell'esercito sudanese che ha lanciato incursioni e attacchi aerei contro un villaggio.
Nel febbraio 2010, il governo del Sudan e il JEM firmarono un accordo per il cessate il fuoco, con un tentato accordo per perseguire la pace nella regione. Il JEM aveva molto da guadagnare dai negoziati e aveva in mente l'ottenimento di una forma di semi-autonomia come quella concessa al Sudan del Sud. Tuttavia, i negoziati non andarono avanti per via delle accuse contro l'Esercito sudanese per aver avviato delle incursioni e dei bombardamenti aerei contro un villaggio, violando l'Accordo di Tolu. In risposta, il JEM, il principale e più grande gruppo ribelle del Darfur, promise di boicottare qualsiasi negoziazione.
La Bozza di Carta Costituzionale dell'agosto 2019, firmata dai rappresentanti dei militari e del mondo civile durante la Rivoluzione sudanese del dicembre 2018, prevede che venga intavolato un processo di pacificazione che porti a un accordo di pace per il Darfur e per altre regioni sotto conflitto armato in Sudan entro i primi sei mesi del periodo di transizione verso un governo pienamente democratico e civile (la cui durata è stata fissata a 39 mesi).
Il 31 agosto 2020, è stato firmato un accordo generale di pace tra il Governo del Sudan e i leader di diverse fazioni ribelli, ma nel corso del 2021 si sono verificati nuovi scontri.
Il Darfur è precipitato in nuovi scontri armati ad aprile 2023, a seguito di forti tensioni e scontri iniziati nella capitale Khartoum e poi diffusisi nel resto del Paese.
Il 27 gennaio 2025 il procuratore della Corte penale internazionale ha annunciato che il suo ufficio emetterà mandati di arresto per coloro che sono accusati di atrocità nella regione.

## Origini del conflitto

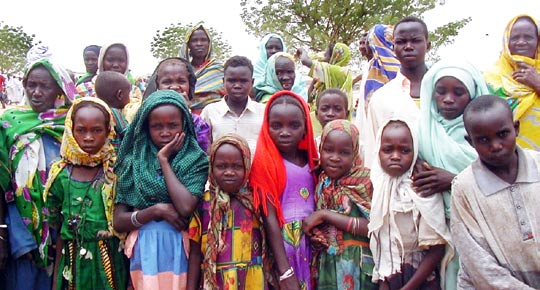
Popolazione del Darfur

Il Darfur (dall'arabo "la casa dei Fur") non faceva parte tradizionalmente degli stati organizzatisi lungo la valle del Nilo superiore, ma piuttosto rappresentava un sultanato indipendente nel XIV secolo. Per via della migrazione della tribù Banu Hilal nel XI secolo, i popoli della valle del Nilo vennero pesantemente arabizzate, mentre l'hinterland rimase più vicino alle culture native sudanesi.

### Il sultanato dei Keira e la dominazione egiziana
Tra la fine del XIV secolo e l'inizio del XV secolo la dinastia Keira, dei Fur del Jebel Marra (Monte Marra), diede vita a un sultanato di religione islamica. Il sultanato fu in seguito conquistato dalle forze Turco-Egiziane in espansione verso il sud lungo il corso del Nilo, venendo incluso all'interno del Chedivato d'Egitto nel 1875. Successivamente le forze turco-egiziane vennero sconfitte da Muhammad Ahmad, autoproclamatosi Mahdi (il Ben Guidato [da Allah]), e il Darfur venne consegnato dal governatore Slatin Pasha ai Mahdia nel 1883.

### La dominazione britannica
Lo Stato mahdista cedette all'assalto delle forze anglo-egiziane guidate da Horatio Herbert Kitchener durante la Guerra mahdista. In seguito il Sultano Ali Dinar venne rimesso in carica come cliente britannico, e venne imposta al Sudan una dominazione congiunta anglo-egiziana. 
Fino al 1916, i britannici accordarono al Darfur un'autonomia de jure, ma nel 1916 invasero la regione annettendola al Sudan e deponendo l'ultimo Sultano, Ali Dinar, responsabile di sostenere l'Impero ottomano durante il primo conflitto mondiale. Durante la dominazione anglo-egiziana il grosso delle risorse venne destinato allo sviluppo di Khartoum e della provincia del Nilo Azzurro, trascurando il resto del paese. Come è evidenziato in uno studio dell'Università dello Stato del New York del 1987, su 1169 progetti agricoli, finanziati dal governo coloniale nel 1955, nessuno interessava il Darfur, nonostante essi fossero in grossa parte opere di irrigazione delle quali il Sudan occidentale avrebbe avuto grande bisogno.

### Dall'indipendenza ai giorni nostri
Gli abitanti della valle del Nilo, beneficiari del grosso degli investimenti britannici, continuarono a perseguire una politica di emarginazione economica e politica anche dopo che, nel 1956, il paese conquistò l'indipendenza. Nella metà degli anni sessanta fu varato dal governo centrale un importante programma per lo sviluppo rurale composto da 2280 progetti, nessuno dei quali andava a beneficio del Darfur. Durante la campagna elettorale del 1968 le faziosità interne al partito dominante, Umma, indussero alcuni candidati, e in particolare Sadiq al-Mahdi, a cercare di dividere l'elettorato del Darfur dando la colpa del mancato sviluppo della regione agli arabi, quando si trattava di conquistare il favore delle popolazioni stanziali, oppure facendo appello ai seminomadi Baggara perché sostenessero i fratelli arabi della regione del Nilo. Questa dicotomia arabo-africana, che non rappresentava certo il modo in cui le popolazioni indigene percepivano i rapporti locali, venne ulteriormente esasperata quando il presidente della Libia, Gheddafi, iniziò a progettare un'unione politica di stati islamici lungo tutto lo Sahel e a diffondere un'ideologia di supremazia araba. Come conseguenza di una serie di interazioni fra il Sudan, la Libia e il Ciad fra la fine degli anni sessanta e gli anni ottanta, il presidente sudanese Ja'far al-Nimeyri fece del Darfur una base d'appoggio per le forze ribelli anti-Gheddafi capitanate da Hissène Habré impegnate nel tentativo di rovesciare il governo del Ciad.
L'acuirsi della dicotomia arabo-africana, favorì inoltre la diffusione di rivendicazioni autonomiste che portarono alla nascita, a cavallo fra gli anni sessanta e settanta, di due movimenti politici: il Sunnie Front e il Darfur Renaissance Front. Nonostante i movimenti promuovessero delle istanze autonomiste, era evidente che essi rappresentassero principalmente gli interessi delle tribù sedentarie africane. I movimenti ebbero un forte seguito, tanto che nel 1981, il leader del Darfur Renaissance Front, Ahmed Dreig, un politico Fur, fu addirittura nominato Governatore dell'intero Darfur. Si può dire che l'ascesa di un Fur alla carica di Governatore abbia finito, in qualche modo, col polarizzare ulteriormente lo scontro politico in Darfur. La nomina a Governatore fu percepita dalle popolazioni arabe, in particolare dai gruppi nomadi, come una minaccia, invece che come un'occasione per una maggiore presenza dei Darfuriani nella politica locale. Sempre più preoccupati, i nomadi decisero quindi di reagire creando il movimento politico Arab Gathering. L'idea era inizialmente quella di garantire e tutelare i legittimi diritti dei nomadi e sensibilizzare il governo sul problema ambientale che stava mettendo a repentaglio la sopravvivenza stessa di queste popolazioni. Tuttavia, l'Arab Gathering sarebbe divenuto ben presto una fazione politica estremista e violenta e alcuni dei leader del gruppo avrebbero poi sostenuto direttamente o indirettamente le azioni dei Janjawid.
La scarsità di piogge durante gli anni 1983-84 provocò una terribile carestia. Si stima che in Darfur morirono circa 95000 persone, su una popolazione complessiva di 3,1 milioni di abitanti. Ja'far al-Nimeyri fu destituito il 5 aprile del 1985 da un altro colpo di Stato e Sadiq al-Mahdi, rientrato dall'esilio, fece un patto – che non aveva nessuna intenzione di onorare – con Gheddafi, dichiarando che avrebbe ceduto il Darfur alla Libia, se quest'ultima gli avesse fornito fondi sufficienti per vincere le imminenti elezioni.
Le cause del conflitto in corso nel Darfur sono molteplici e fra loro connesse. Le tensioni connaturate alla disuguaglianza strutturale fra il centro del paese, che si stende lungo le sponde del Nilo, e le aree "periferiche" come il Darfur sono state esacerbate negli ultimi due decenni del XX secolo da una combinazione di catastrofi naturali, opportunismo politico e geopolitica regionale. Un elemento in particolare ha creato confusione: la caratterizzazione del conflitto come scontro fra popolazioni arabe e africane, una dicotomia che lo storico Gérard Prunier ha definito "al contempo vera e falsa".
Nei primi mesi del 2003 due gruppi di ribelli locali, il Justice and Equality Movement (JEM, in italiano "Movimento Giustizia e Uguaglianza") e il Movimento per la Liberazione del Sudan (SLM o SLA), hanno accusato il governo di favorire gli arabi e di opprimere i non arabi. L'SLM, che raccoglie molte più adesioni del JEM, viene generalmente identificato con i Fur, i Masalit e il clan Wagi degli Zaghawa, mentre si ritiene che il JEM sia collegato al clan Kōbe degli Zaghawa. Nel 2004 il JEM si è unito al Fronte Orientale, un'alleanza creata lo stesso anno fra due gruppi tribali ribelli dell'est, i Free Lions della tribù Rashayda e il Beja Congress. Il JEM è anche stato accusato di essere controllato da Hasan al-Turabi. Il 20 gennaio del 2006 l'SLM ha annunciato la propria unione con il JEM nell'Alleanza delle forze rivoluzionare del Sudan Occidentale. Tuttavia non più tardi di maggio SLM e JEM negoziavano di nuovo come entità distinte.

### Accuse di apartheid
All'inizio del 1991, la popolazione non-araba della tribù sudanese dei Zaghawa sostennero di essere oggetto di una crescente campagna di apartheid da parte degli Arabi, separando la popolazione araba da quella non-araba. I sudanesi arabi, che controllavano il governo centrale, erano ampiamente accusati di mettere in atto pratiche di segregazione razziale contro i cittadini sudanesi di etnia non-araba. Il governo venne accusato di star "abilmente manipolando la solidarietà araba" per portare avanti politiche di apartheid e pulizia etnica.
L'economista George Ayittey dell'American University ha accusato l'allora governo arabo del Sudan di pratiche razziste contro i cittadini neri di etnia non-araba. Secondo Ayittey, "in Sudan [...] gli Arabi hanno monopolizzato il potere ed escluso i neri - apartheid arabo." Molti commentatori africani si sono accodati alle parole di Ayittey nell'accusare il Sudan di praticare un apartheid arabo.
Anche il giurista e accademico Alan Dershowitz ha affermato che il Sudan sia un esempio di apartheid.

## Cronistoria

### Origini

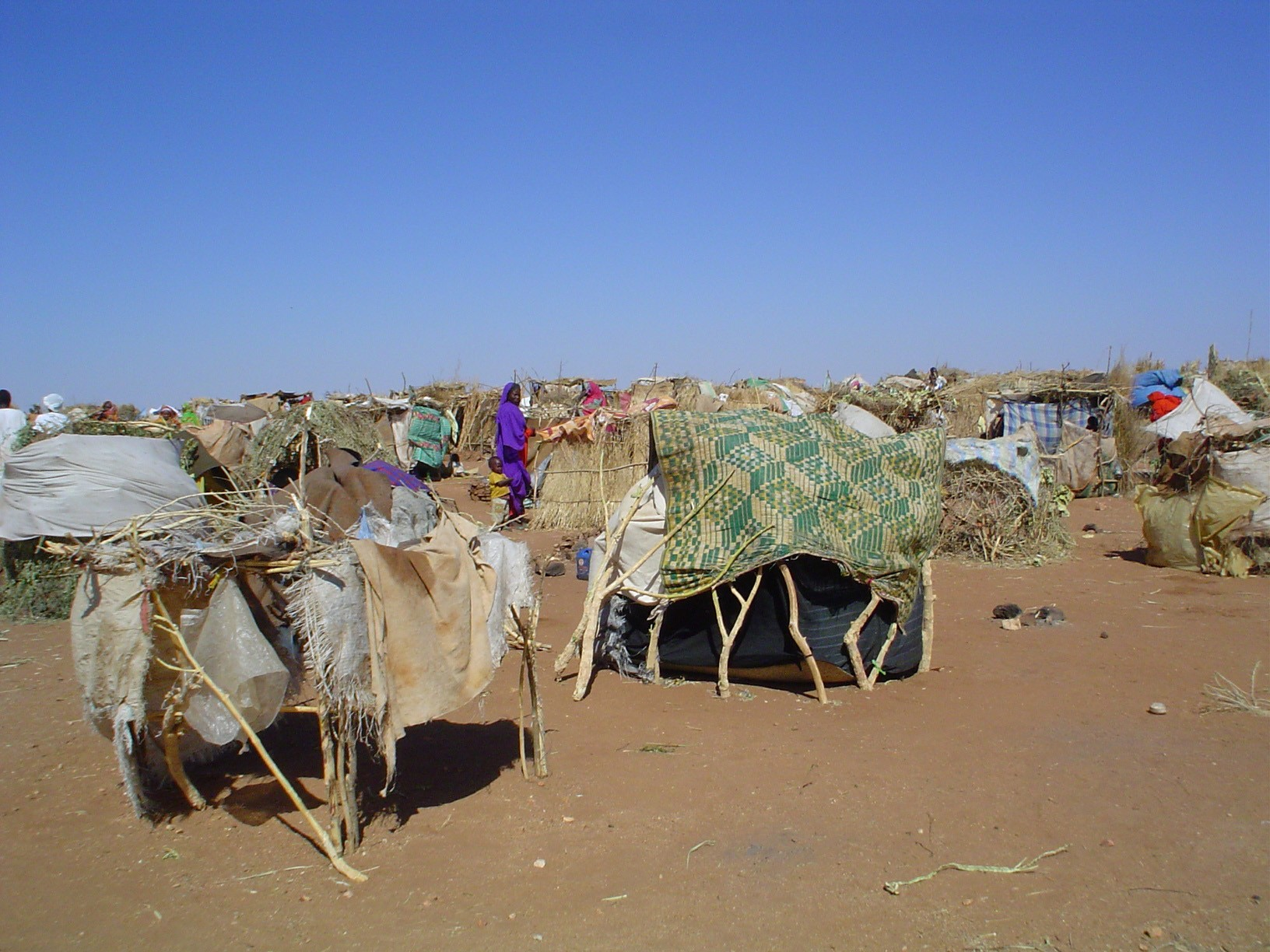
Un campo per sfollati vicino a Nyala, Darfur meridionale.

Autori come Julie Flint e Alex de Waal hanno datato l'inizio del conflitto in Darfur e del relativo genocidio al 26 febbraio 2003, quando il Movimento per la Liberazione del Sudan (SLM) rivendicò pubblicamente un attacco su Golo, quartier generale del distretto del Jebel Marra. Ancora prima di questo attacco, comunque, vi erano già stati conflitti in Darfur, quando i ribelli attaccarono alcune stazioni di polizia, avamposti e convogli militari e il governo aveva risposto con un massiccio assalto aereo e terrestre alla roccaforte dei ribelli nelle montagne del Jebel Marra. La prima azione militare da parte dei ribelli fu un attacco condotto con successo contro un presidio militare in montagna il 25 febbraio 2002. Il governo sudanese era a conoscenza dell'esistenza di un movimento ribelle unificato già da quando venne attaccata la stazione di polizia di Golo nel giugno 2002. I cronisti Julie Flint ed Alex de Waal considerano che l'inizio della ribellione debba datarsi al 21 luglio 2001, quando gruppi Zaghawa e Fur si incontrarono nel villaggio di Abu Gamra e prestarono giuramento sul Corano promettendosi di cooperare per difendersi da attacchi sostenuti dal governo contro i propri villaggi. Quasi tutti gli abitanti del Darfur sono musulmani, così come lo sono i Janjawid e i leader governativi di Khartoum.
Il 25 marzo 2003, i ribelli occuparono la città-presidio di Tine lungo il confine con il Ciad, confiscando grandi quantità di provviste ed armamenti. Nonostante la minaccia dell'allora Presidente sudanese Omar Hasan Ahmad al-Bashir di "sguinzagliare" l'esercito, i militari avevano poche risorse a loro disposizione. L'esercito era già stato schierato sia nel sud del paese, dove la Seconda guerra civile sudanese stava volgendo al termine, sia nell'est, dove i ribelli del Fronte Orientale sostenuti dall'Eritrea stavano mettendo in pericolo il nuovo oleodotto appena costruito e che collegava l'area dei bacini petroliferi a Port Sudan. La tattica di guerriglia dei ribelli con raid “colpisci e scappa” a bordo di pickup Toyota Land Cruiser (usati dai ribelli per attraversare velocemente la regione semi-deserta) rese quasi impossibile per l'esercito, non adeguatamente addestrato per le operazioni nel deserto, contrastare gli attacchi. Ciononostante, il bombardamento aereo dell'esercito sudanese contro le postazioni dei ribelli sulle montagne si rivelò devastante.
Alle 5:30 del mattino del 25 aprile 2003, una forza congiunta formata dal Movimento per la Liberazione del Sudan (SLM/A) ed il Movimento Giustizia ed Uguaglianza (JEM) entrarono ad al-Fashir (capitale del Darfur settentrionale) a bordo di 33 Land Cruiser e attaccò la guarnigione durante il sonno. Nelle successive quattro ore, vennero distrutti quattro bombardieri Antonov AN-26 ed elicotteri con armamento pesante (secondo il governo, ma secondo i ribelli i velivoli distrutti sarebbero stati sette). Inoltre vennero uccisi 75 tra soldati, piloti e tecnici e fatti prigionieri altri 32, compreso il comandante della base aerea, un Maggior generale. I ribelli persero nove uomini. Il successo dell'attacco fu senza precedenti in Sudan: nei vent'anni di guerra nel sud del paese, l'Esercito di Liberazione del Popolo del Sudan (SPLA) non aveva mai compiuto una tale operazione militare.
Il raid ad al-Fashir fu un momento di svolta, sia militarmente che psicologicamente. Le forze armate sudanesi erano state umiliate dall'incursione, mettendo il governo in una situazione strategica difficile. Le forze armate, chiaramente inadeguate ed inefficienti, dovevano essere addestrate nuovamente e dispiegate nel mezzo di timori circa la lealtà di molti dei sottufficiali e soldati originari del Darfur. La responsabilità proseguire col conflitto fu affibbiata all'intelligence militare sudanese. Ciononostante, nella metà del 2003, i ribelli vinsero 34 delle 38 schermaglie. Nel maggio 2003, il SLM/A riuscì ad annientare un intero battaglione presso Kutum, uccidendo 500 truppe governative e facendo 300 prigionieri; nella metà del luglio 2003, altre 250 truppe governative vennero uccise in un secondo raid a Tine. L'SLM/A iniziò a spingersi ancora più a est, minacciando di estendere il conflitto anche nella regione del Kordofan.

Dato che l'esercito sudanese stava continuamente perdendo negli scontri, gli sforzi bellici mutarono enfatizzando tre aspetti: l'intelligence militare, l'aeronautica sudanese e i Janjawid. Questi ultimi erano pastori nomadi armati dell'etnia Baggara su cui il governo si era appoggiato per la prima volta per reprimere una rivolta dei Masalit scoppiata tra il 1996 e il 1999. I Janjawid furono collocati al centro della nuova strategia per contrastare la rivolta. In Darfur vennero fatte confluire risorse militari e i Janjawid furono affiancati come forza paramilitare, muniti di attrezzature per la comunicazione e artiglieria. I probabili risultati di una tale scelta erano chiari ai pianificatori militari: nel decennio precedente, nelle Montagne di Nuba e nei campi petroliferi meridionali, una simile strategia aveva provocato massicce violazioni dei diritti umani e deportazioni.

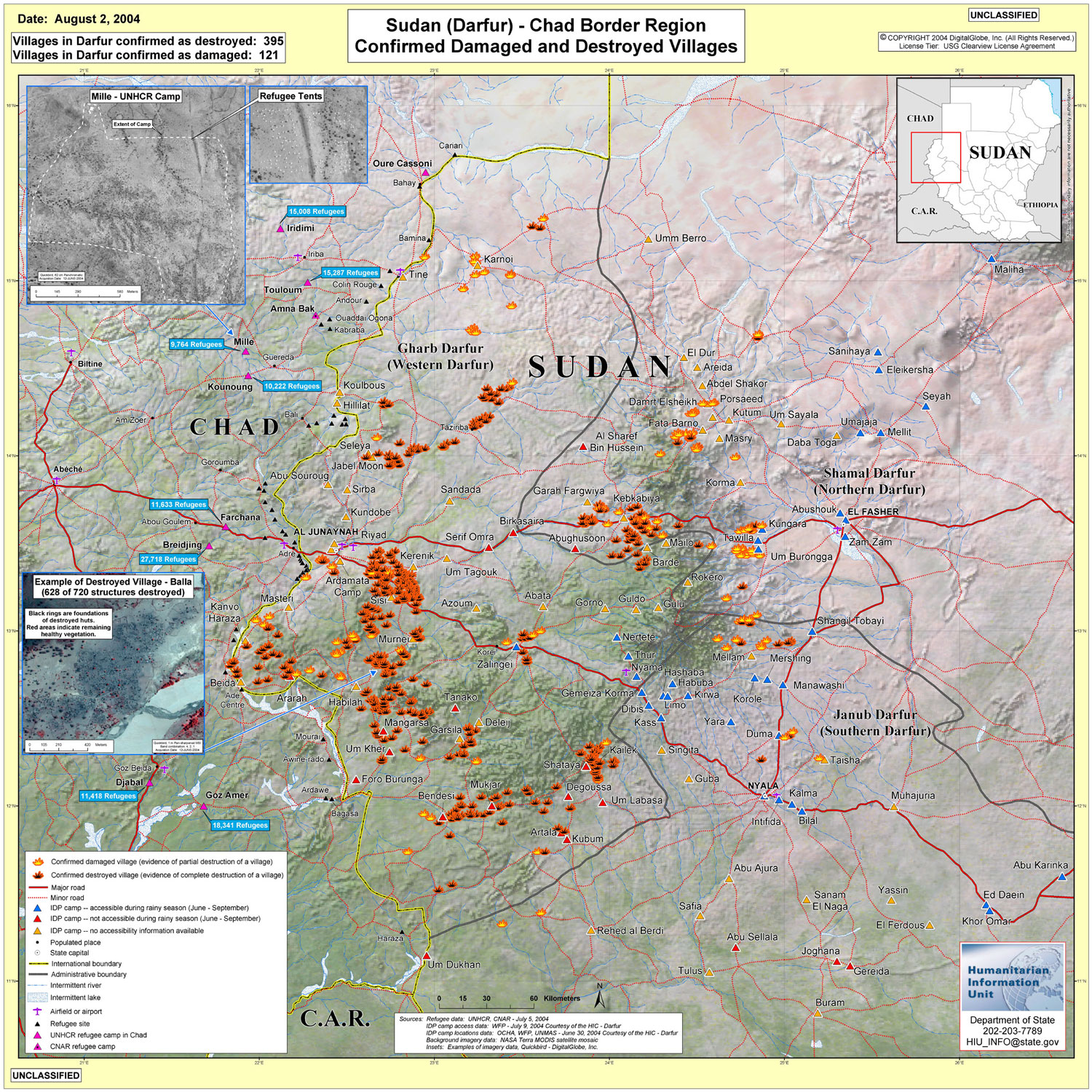
Mappa dei villaggi distrutti al 2 agosto 2004

Le milizie Janjawid, meglio armate, volsero velocemente la situazione a proprio favore. Nella primavera del 2004, diverse migliaia di persone — soprattutto non-arabi — vennero uccise e almeno più di un milione cacciate dalle proprie case, causando una grave crisi umanitaria nella regione. Tale crisi assunse una dimensione internazionale quando oltre 100000 profughi si riversarono nel vicino Ciad, perseguitati dai miliziani Janjawid che entrarono in conflitto armato con le forze governative ciadiane lungo il confine. Nel mese di aprile, oltre 70 miliziani e 10 soldati ciadiani rimasero uccisi nel corso di una sparatoria. Un gruppo di osservatori delle Nazioni Unite dichiarò che erano presi di mira i villaggi non-arabi, mentre quelli arabi venivano risparmiati:
()

### 2004-2005
Nel 2004 il Ciad si pose come mediatore dei negoziati a N'Djamena e questo condusse all'accordo per la cosiddetta cessazione delle ostilità umanitaria dell'8 aprile tra il governo del Sudan da una parte e il JEM e il SLM dall'altra. Una corrente scissionista del JEM — il Movimento Nazionale per la Riforma e lo Sviluppo — non prese parte alle discussioni e all'accordo sul cessate il fuoco. Gli attacchi dei Janjawid e dei ribelli continuarono malgrado la firma dell'accordo. L'Unione Africana (UA) formò una Commissione per il cessate il fuoco (CFC) per controllare l'osservazione degli accordi.
La portata della crisi portò a temere un imminente disastro, mentre il Segretario Generale delle Nazioni Unite Kofi Annan avvertiva che il rischio di genocidio era una spaventosa realtà in Darfur. La vastità dell'azione condotta dai Janjawid portò a paragonarla al genocidio del Ruanda, un paragone fortemente osteggiato dal governo sudanese. Osservatori indipendenti hanno notato che le tattiche, che includono smembramenti e uccisioni di non-combattenti e persino di bambini e neonati, assomigliano di più alla pulizia etnica impiegata nelle guerre in Jugoslavia, ma hanno anche aggiunto che la lontananza della regione impedisce a centinaia di migliaia di persone l'accesso agli aiuti. Nel maggio 2004, l'International Crisis Group (ICG) con sede a Bruxelles rivelò che oltre 350000 persone avrebbero potuto potenzialmente morire a causa della fame e delle malattie.
Il 10 luglio 2005, l'ex leader dell'SPLA John Garang venne nominato vicepresidente del Sudan, ma il 30 luglio 2005 perse la vita in un incidente aereo. La sua morte provocò conseguenze a lungo termine e, nonostante i progressi nel settore della sicurezza, i dialoghi tra i vari gruppi di ribelli nella regione del Darfur sono avanzati lentamente.
Nel dicembre 2005, un attacco contro il villaggio ciadiano di Adre, vicino al confine sudanese, causò la morte di 300 ribelli e il Sudan fu incolpato dell'attacco, il secondo nella regione in tre giorni. L'intensificarsi delle tensioni nella regione portò il governo del Ciad a dichiarare guerra al Sudan e a chiedere ai propri cittadini di mobilitarsi contro il "nemico in comune ".

## Accordo di maggio (2006)
Il 5 maggio 2006 il governo del Sudan ha firmato un accordo di pace con l'Esercito di Liberazione del Sudan (SLA), respinto però da altri due gruppi ribelli minori, il JEM e una fazione rivale dell'SLA. L'accordo fu coordinato dal Vice Segretario di Stato statunitense Robert B. Zoellick, da Salim Ahmed Salim (per conto dell'Unione Africana), da rappresentanti dell'UA e altri ufficiali stranieri che operano in Nigeria, ad Abuja. L'accordo prevede il disarmo delle milizie Janjawid, lo smantellamento delle forze ribelli e la loro incorporazione nell'esercito.

## Luglio – agosto 2006
Nei mesi di luglio ed agosto 2006 sono ripresi i combattimenti, "minacciando di bloccare la più grande operazione di soccorso nel mondo" dato che le organizzazioni di aiuti umanitari hanno preso in considerazione la possibilità di lasciare il paese a causa degli attacchi contro membri del proprio personale. Il Segretario Generale delle Nazioni Unite Kofi Annan ha chiesto l'invio nella regione di una forza di pace internazionale di 17000 uomini per sostituire quella dell'Unione Africana di 7000 uomini.
Il 18 agosto, Hedi Annabi, responsabile delle forze di pace dell'ONU e Segretario Generale aggiunto per le missioni di pace, durante una riunione privata ha comunicato l'allarmante sospetto che il Sudan stia preparando una grossa offensiva militare nella regione. L'avvertimento è arrivato un giorno dopo la dichiarazione di Sima Samar, osservatrice speciale della Commissione ONU per i Diritti Umani, che gli sforzi del Sudan nella regione rimangono insufficienti nonostante l'Accordo di maggio. Il 19 agosto, il Sudan ha rinnovato il proprio rifiuto di sostituire la forza dell'UA di 7000 uomini con una dell'ONU di 17000, tanto che gli Stati Uniti hanno "messo in guardia" il Sudan delle "potenziali conseguenze" di questa posizione.
Il 24 agosto, il Sudan ha rifiutato di partecipare a un incontro del Consiglio di Sicurezza delle Nazioni Unite (CSNU) dove avrebbe dovuto presentare il proprio piano di invio di 10000 soldati sudanesi in Darfur anziché la forza di pace proposta di 20000 uomini. Il CSNU ha annunciato che l'incontro si sarebbe tenuto comunque, nonostante il rifiuto del Sudan di parteciparvi. Sempre il 24 agosto, l'International Rescue Committee ha rivelato che, nel corso delle ultime settimane, centinaia di donne sono state stuprate e aggredite sessualmente nel campo profughi di Kalma. Il 25 agosto, il capo dell'Ufficio del Dipartimento di Stato per le politiche africane degli Stati Uniti, Jendayi Frazer, ha avvertito che la regione si trova di fronte una crisi di sicurezza, a meno che non venga autorizzato la presenza della forza di pace proposta dall'ONU.
Il 26 agosto, due giorni prima dell'incontro del CSNU, quando Frazer era atteso a Khartoum, il giornalista americano del National Geographic Magazine Paul Salopek, due volte vincitore del Premio Pulitzer, è stato condotto in un tribunale del Darfur con l'accusa di spionaggio ed è poi stato successivamente rilasciato dopo aver negoziato direttamente con il Presidente al-Bashir. Pochi giorni prima le stesse accuse erano state rivolte a Tomo Kriznar, inviato speciale del presidente sloveno per gli aiuti umanitari, condannato a due anni di prigione per spionaggio.

## Nuovo contingente di pace proposto dalle Nazioni Unite

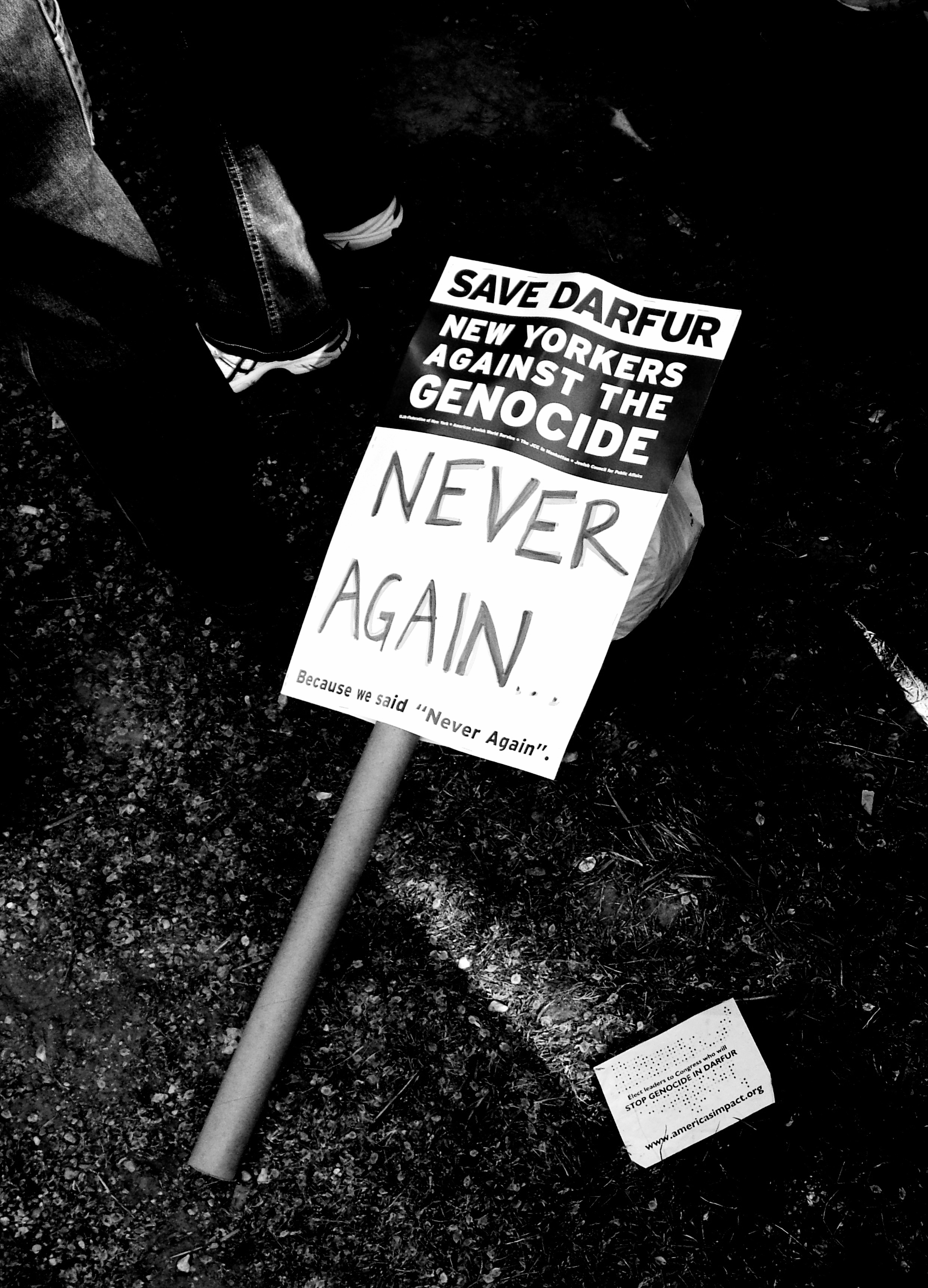
Il cartello di un manifestante newyorkese, che raffigura l'impegno disatteso "Mai più"

Il 31 agosto, il Consiglio di Sicurezza delle Nazioni Unite ha approvato una risoluzione al fine di inviare una nuova forza di pace di 20000 unità nella regione. Il governo sudanese si è opposto con fermezza alla risoluzione. Il 1º settembre, ufficiali dell'UA hanno riportato che il Sudan ha intrapreso una grande offensiva nella regione del Darfur. Secondo fonti dell'UA, più di 20 persone sono state uccise e 1000 hanno dovuto abbandonare i loro villaggi durante gli scontri che sono iniziati nei primi giorni della settimana. Il 5 settembre il governo sudanese ha chiesto ai soldati dell'UA dislocati in Darfur di lasciare la regione entro la fine del mese, aggiungendo che “essi non hanno il diritto di trasferire il mandato alle Nazioni Unite o a qualunque altro organismo. Tale diritto è e rimane nelle mani del governo del Sudan.”. Il 4 settembre, con una mossa attesa, il presidente del Ciad Idriss Déby ha affermato il suo appoggio alla nuova forza di pace delle Nazioni Unite. L'UA, il cui mandato per la missione di pace doveva scadere il 30 settembre, ha confermato che si sarebbe attenuto alla data fissata per lasciare il paese. Il giorno successivo, comunque, un alto funzionario del Dipartimento di Stato americano, che non vuole essere identificato, ha detto ai giornalisti che il contingente sarebbe probabilmente rimasto nella regione oltre il 30 settembre, sostenendo che sarebbe stata “un'opzione possibile e percorribile”.
L'8 settembre il capo dell'Alto Commissariato per i Rifugiati dell'ONU, Antonio Guterres, ha detto che il Darfur si trova di fronte a una “catastrofe umanitaria”. Il 12 settembre Pekka Haavisto, inviato dell'UE in Sudan, ha affermato che l'esercito sudanese sta “bombardando la popolazione civile in Darfur”. Un funzionario del World Food Program ha riferito che almeno a 355000 persone nella regione sono stati tagliati gli aiuti alimentari. Il Segretario Generale delle Nazioni Unite, Kofi Annan, ha comunicato al Consiglio di Sicurezza che “la tragedia in Darfur è ad un punto critico. Richiede la più stretta osservazione da parte del Consiglio e un intervento urgente.”.
Il 14 settembre, il leader del defunto SLM (Movimento di Liberazione del Sudan), che ora è consigliere personale del Presidente della Repubblica e presidente ad interim dell'Autorità Regionale del Darfur, Minni Minnawi, ha dichiarato di non avere obiezioni contro la nuova forza di pace delle Nazioni Unite, prendendo così le distanze dal governo sudanese che considera tale spiegamento di forze un atto di invasione da parte dell'Occidente. Minnawi sostiene che la forza dell'UA “non può fare nulla perché il mandato dell'Unione Africana è molto limitato”.
Il 2 ottobre, la UA ha annunciato che avrebbe esteso la propria presenza nella regione dopo il fallimento della proposta di inviare il contingente di pace delle Nazioni Unite dovuto all'opposizione del Sudan.. Il 6 ottobre, il Consiglio di Sicurezza delle Nazioni Unite ha votato l'estensione del mandato della missione ONU in Sudan fino al 30 aprile 2007.. Il 9 ottobre, la FAO ha dichiarato la regione di Darfur come la zona di maggiore emergenza alimentare dei quaranta paesi compresi nel suo rapporto “La situazione dell'alimentazione e dell'agricoltura nel mondo”. Il 10 ottobre Louise Arbour, Alto Commissario UN per i Diritti umani, ha denunciato che il governo sudanese era stato informato in anticipo degli attacchi che le milizie Janjawid hanno perpetrato un mese prima a Buram, nel Dafur meridionale, e che hanno visto l'uccisione di centinaia di civili.

### La risposta internazionale (2003-2006)
L'attenzione a livello internazionale iniziò a focalizzarsi sul conflitto in Darfur in seguito al rapporto di Amnesty International nel luglio 2003 e del Gruppo di crisi internazionale nel dicembre dello stesso anno. Ma la copertura dei mezzi di comunicazione non iniziò fino a marzo 2004, quando l'uscente Presidente delle Nazioni Unite e Coordinatore Umanitario per il Sudan, Mukesh Kapila, definì il Darfur la “più grande crisi umanitaria del mondo”. A partire da quel momento sono sorti movimenti in molti paesi per chiedere un intervento umanitario nella regione.
Gérard Prunier, uno studioso specializzato in conflitti africani, sostiene che gli stati più potenti del mondo hanno limitato la propria risposta a frasi di preoccupazione e richiede l'intervento delle Nazioni Unite. L'ONU, privo del supporto sia finanziario che militare degli stati ricchi, ha lasciato che l'Unione Africana mettesse in campo il suo simbolico contingente senza nessun mandato per proteggere i civili. In mancanza di una politica estera che definisca le strutture politiche ed economiche che sottostanno al conflitto, la comunità internazionale ha definito il conflitto in Darfur in termini di assistenza umanitaria e discute sulla definizione di vero e proprio "genocidio".
Il gruppo di pressione Save Darfur Coalition ha coordinato una grande manifestazione a Washington, D.C. in aprile del 2006.

## Rivendicazione di genocidio
Il 18 settembre 2004 il Consiglio di Sicurezza dell'ONU ha approvato la Risoluzione 1564, che istituiva una Commissione d'Inchiesta sul Darfur, incaricata di esprimere valutazioni sul conflitto in Sudan. Il rapporto dell'ONU del 31 gennaio 2005 sostiene che ci siano stati uccisioni in massa e violazioni, ma che non possano essere definiti genocidio poiché “non sembrano esserci intenti di genocidio”.
Nel 2005 il deputato Henry Hyde (R-IL) e il senatore Sam Brownback (R-KS) introdussero la legge sulla responsabilità e la pace in Darfur, che richiedeva agli Stati Uniti un ruolo più attivo nel fermare il presunto genocidio, incoraggiava la partecipazione della NATO e appoggiava un mandato del Capitolo VII per una missione ONU in Darfur. La bozza di legge passò alla Camera e al Senato, e da agosto del 2006 è nelle mani dalla Commissione Intercamerale. Nell'agosto 2006 il Network per l'Intervento nel Genocidio realizza una classifica per il Darfur, valutando ogni membro del Congresso in base alle sue proposte legislative riguardo al conflitto.

### Morti

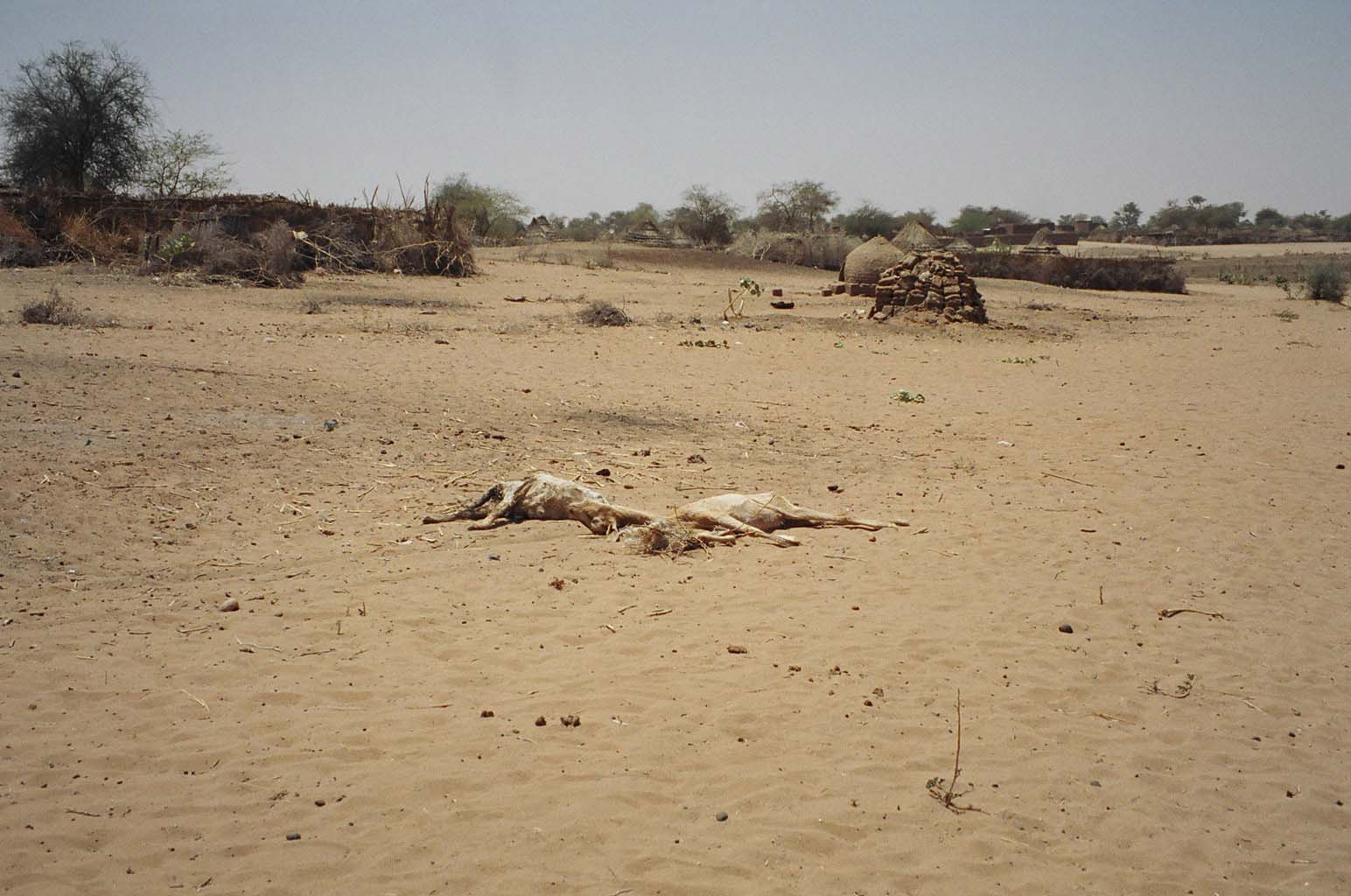
Un villaggio colpito dal conflitto

È difficile calcolare esattamente il numero dei morti, in parte a causa degli insormontabili ostacoli che il governo sudanese innalza contro i giornalisti per cercare di nascondere il conflitto
Nel settembre 2004 l'Organizzazione Mondiale della Sanità (OMS) valutò che fossero morte 50000 persone in Darfur dall'inizio del conflitto, in un periodo cioè di 18 mesi, la maggior parte delle quali per fame. Un aggiornamento del mese successivo relativo al periodo marzo – ottobre 2004 parla di 70000 morti in 6 mesi per fame e malattie. Questi dati sono stati criticati, in quanto considerano solamente un breve periodo e non includono tra le cause la morte violenta. Un rapporto più recente del Parlamento britannico ha valutato che siano morte più di 300000 persone. ed altri hanno fatto stime anche superiori.
Nel marzo 2005 il Coordinatore per il Soccorso d'emergenza dell'ONU, Jan Egeland, valutò che 10000 persone morissero ogni mese, escludendo le morti dovute alla violenza etnica. Si ritiene che nello stesso periodo due milioni di persone abbiano dovuto abbandonare le proprie case, la maggior parte di esse in cerca di rifugio nei campi profughi delle città più grandi del Darfur. Duecentomila sono fuggite nel vicino Ciad.
In un rapporto dell'aprile 2005, l'analisi statistica maggiormente esauriente fino a quel momento, la Coalizione per la Giustizia Internazionale ha stimato che in Darfur siano morte 400000 persone dall'inizio del conflitto, un dato che viene oggi ampiamente usato dai gruppi impegnati sul fronte dei diritti umani ed umanitari
Il 28 aprile 2006 il Dottor Eric Reeves ha dichiarato che "i dati esistenti, in aggregato, suggeriscono chiaramente che l'eccesso totale delle morti in Darfur, durante più di tre anni di conflitto mortale, supera ora i 450000 morti", ma ciò non è stato verificato da fonti indipendenti
Un articolo del 1º febbraio 2007 dello UN News Service ha dichiarato che "in Darfur, più di 200000 persone sono state uccise e almeno altri 2 milioni hanno dovuto abbandonare le proprie case ". Inoltre "circa 4 milioni di persone dipendono dà un aiuto esterno". Questi sono adesso i dati ufficiali delle Nazioni Unite. Il 31 luglio 2007 le stesse Nazioni Unite hanno approvato una risoluzione che prevede l'impiego nella regione di 26000 soldati quale forza di interposizione pacifica. L'accordo è stato raggiunto per l'impegno del Consiglio di Sicurezza dell'ONU, guidato da Stati Uniti, Gran Bretagna e Francia, nonostante le resistenze del governo centrale sudanese. Significativo è stato il sostegno alle posizioni occidentali da parte della Cina, maggiore partner commerciale del Sudan.

## Interventi umanitari
L'Unione Africana è presente nella regione con una forza di pace di 7000 uomini, insufficiente per arginare la violenza delle milizie arabe Janjawid, sostenute dal Governo di Khartum, la capitale del Sudan. Sono inoltre presenti 97 tra ONG e agenzie dell'ONU, con un totale di più di 14000 operatori umanitari, per lo più concentrati a Nyala, capitale del Sud Darfur.
Il 30 settembre 2008 circa 1000 ribelli hanno attaccato una base AMIS, uccidendo 12 peacekeepers, ciò viene chiamato il raid di Haskanita. Nonostante il dispiegamento delle forze dell'EUFOR, continuano nel Darfur le violenze ai danni della popolazione civile. Verso la metà di febbraio del 2008, a Suleia, c'è stata una strage nella piazza del mercato: prima l'aviazione sudanese ha bombardato la cittadina, poi i Janjawid sono piombati sulla folla sparando a tutti coloro che affollavano il centro del paese e infine sono intervenuti anche i soldati regolari sudanesi. Una strage di civili indifesi.
Pochi giorni dopo, il 4 marzo 2008, alcune forze speciali francesi dell'Eufor sono penetrate "per errore" nel Sudan dal Ciad e sono state attaccate dall'esercito di Kartoum; un militare francese ha perso la vita sotto le bombe e un altro è rimasto gravemente ferito a causa dell'attacco al veicolo in cui si trovava. Si tratta dei primi incidenti dall'inizio dello schieramento della missione di pace europea lungo i confini tra il Ciad e il Darfur.

## Sviluppi del 2009-2010
Il 27 agosto 2009 il generale Martin LutheIr Agwai dell'ONU, dichiara la guerra finita. Si creano e si creeranno ancora pericoli e incidenti, ma solo per scorrerie su base locale. Il 23 febbraio 2010 viene reso noto che uno dei principali gruppi di ribelli, il Justice and Equality Movement (Jem), depone le armi in favore della pace stipulando un preaccordo per la risoluzione del conflitto con il governo. Il presidente Omar Hasan Ahmad al-Bashir, in risposta, afferma a El-Fasher che il patto sarebbe stato utile alla cessazione degli scontri nella parte occidentale della nazione e che "la crisi è finita, la guerra è terminata. Il Darfur è ora in pace"; il giorno seguente autorizza il governo ad annullare diverse condanne a morte sentenziate a ribelli nonché la liberazione di 100 di essi. Al dialogo per la pace non ha però partecipato il gruppo più influente della guerra civile, il Movimento per la Liberazione del Sudan. Nonostante gli annunci, verso la fine del 2010 la situazione peggiorò nuovamente..

## Trattati di pace e ripresa degli scontri
Il 31 agosto 2020, dopo un anno di trattati, il governo del Sudan e il Fronte Rivoluzionario del Sudan firmano un accordo di pace a Giuba, capitale del Sudan del Sud, Paese che si era proposto come mediatore, e il 31 dicembre 2020 finisce dopo 13 anni la missione dell'UNAMID (United Nations-African Union Mission In Darfur). Due settimane dopo sono ricominciati gli scontri tra tribù, che in 3 giorni hanno provocato circa 140 morti. A quanto detto da Mohammad Saleh, uno dei capi della tribù di Fallata, il 18 febbraio 2021 la tribù araba di Rizeigat ha attaccato la cittadina di Saadoun, roccaforte della tribù Fallata. Nei due giorni precedenti c'erano stati anche scontri tra la tribù Masalit e alcuni gruppi arabi nomadi a Geneina, nel Darfur occidentale, dove è stato applicato il coprifuoco.